# Molly Seidel
Molly Seidel, née le 12 juillet 1994 à Hartland (Wisconsin), est une athlète américaine spécialiste des courses de fond. Elle remporte la médaille de bronze en marathon lors des Jeux olympiques d'été de 2020 au Japon, qui se déroule à Sapporo (Hokkaido).

## Biographie

### Enfance
Molly Seidel né à Brookfield, dans le Wisconsin. Ses parents sont Fritz et Anne Seidel. Elle a un petit frère et une petite sœur.
Durant sa jeunesse, Molly Seidel fréquente l'école d'University Lake, à Hartland, dont elle sort diplômée en 2012, à l'âge de 16 ans. Elle intègre l’Université de Notre Dame dans l'Indiana.

### J.O de Tokyo
Molly se qualifie pour les J.O de Tokyo lors des sélections olympiques américaines d'athlétisme en février 2020, alors même qu'elle réalise alors son premier marathon.
Lors de l'épreuve de marathon, Molly Seidel obtient la médaille de bronze en franchissant la ligne d'arrivée en 2 heures 27 minutes 46 secondes derrière les coureuses kényanes Brigid Kosge et Peres Jepchirchir. Sa victoire a été une surprise dans le milieu du marathon.

## Palmarès
- Jeux olympiques
  -  Médaille de bronze en marathon lors des Jeux olympiques d'été de 2020 à Tokyo[7].